# Arta (Djibouti)
Pour les articles homonymes, voir Arta.
Arta est une ville du sud-est de la république de Djibouti. Capitale de la région du même nom créée en 2006, elle abrite 10 272 habitants.

## Histoire
En 2000, les pourparlers de paix entre les différentes factions engagée dans la Guerre civile somalienne se sont tenus à Arta. Ils se sont terminés avec des accords sur la création d'un gouvernement de transition somalien.

## Géographie
À 750 m d'altitude, sur une petite montagne qui domine le golfe de Tadjoura, la ville est connue pour son climat agréable pendant les périodes estivales. Entre mi-mai et début septembre, de nombreuses familles aisées de la capitale s'y rendent pour passer les fins de semaine ou tout l'été.
En hiver, la température peut descendre à 10°. L'été est assez venteux.

## Source
- (en) Cet article est partiellement ou en totalité issu de l’article de Wikipédia en anglais intitulé « Arta, Djibouti » (voir la liste des auteurs).